# Johann Gottfried Misler (Jurist)

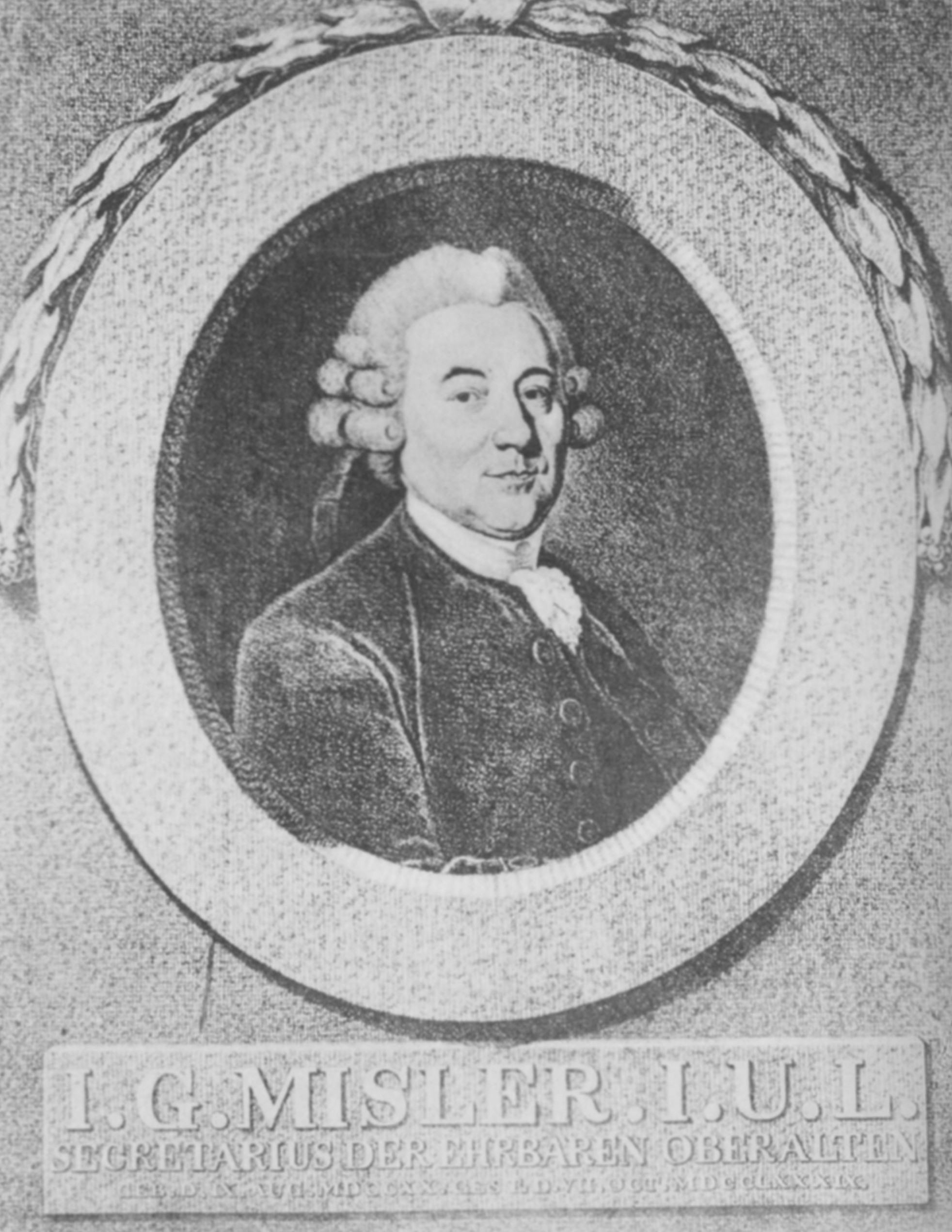
Johann Gottfried Misler

Johann Gottfried Misler (* 9. August 1720 in Hamburg; † 7. Oktober 1789 ebenda) war ein deutscher Jurist, Autor und Oberaltensekretär der Freien und Hansestadt Hamburg. 

## Leben
Misler wurde als Sohn des gleichnamigen Theologen Johann Gottfried Misler (1679–1748) und seiner Frau Anna Catharina Matthaei (1693–1750), Tochter des Propstes des Kirchenkreises Bederkesa Martin Matthaei (1666–1728), in Hamburg geboren. Nach seiner Schulbildung an der Gelehrtenschule des Johanneums und dem Akademischen Gymnasium in Hamburg, studierte Misler ab 1742 Rechtswissenschaften an der Universität Leipzig und der Universität Gießen. 1747 schloss er sein Studium als Lizentiat der Rechte ab. Er kehrte nach Hamburg zurück und wurde dort 1748 als Advokat zugelassen und 1750 Mitglied des Niedergerichts. Am 28. September 1762 wurde er, als Nachfolger des zum Senator gewählten Justus Vincent Ritter (1715–1774), zum Oberaltensekretär gewählt und führte dieses Amt bis zu seinem Tod im Jahr 1789. Sein Nachfolger wurde Vincent Oldenburg (1759–1833). Misler war außerdem auch Hofmeister des Hospitals zum Heiligen Geist.

## Familie
Misler heiratete am 1. August 1754 Maria Schramm (1734–1777), Tochter des Hamburger Kaufmanns Hieronymus Schramm (1701–1751) aus dessen erster Ehe mit Maria von Beseler (1694–1740). Seine Frau starb am 7. Juni 1777 an Tuberkulose, nachdem sie ihm 11 Kinder geboren hatte:
1. Maria (* 1755) ⚭ 1778 August Johann Michael Encke
2. Hieronymus (* 1758)
3. Christiane (* 1759) ⚭ 1781 Johann Christian Plath
4. Johanna (1761–1818) ⚭ 1780 Arnold Wienholt
5. Catharina (* 1762) ⚭ 1794 Georg Heinrich Berkhan
6. Johann Gottfried (* 1763)
7. Anna Clarissa (* 1765) ⚭ 1793 Johann Michael Hermann Harras
8. Johann Martin (* 1766)
9. Hans Diedrich (* 1767)
10. Jakob Heinrich (* 1769)
11. Dorothea (* 1771)

## Werke (Auswahl)
- Diss. iur. de querela et exceptione non numeratae pecuniae in cambiali negotio, maxime ad iura Hamburgica applicata. Gießen 1747, S. 80 (Digitalisat auf den Seiten der Bayerischen Staatsbibliothek).
- An meine geliebte Jungfer Braut Mademoiselle Maria Schramm. Hamburg 1754.
- Meine Gedanken über Herrn Johann Melchior Goezens Pastoris an der Hauptkirche St. Catharinen in Hamburg. Hamburg 1780, S. 16 (Digitalisat auf den Seiten der Staatsbibliothek Berlin).
- Kurze Bestätigung meiner Gedanken über den Hauptpastornamen und die Nonexistenz eines geistlichen Aufseheramtes oder Superintendentur in Hamburg. Hamburg 1780, S. 24 (Digitalisat auf den Seiten der Staatsbibliothek Berlin).
- Zum Gedächtniß meiner himmlischen Gattin. Herold, Hamburg 1781, S. 132 (Digitalisat auf den Seiten der Sächsischen Landesbibliothek – Staats- und Universitätsbibliothek Dresden).
- Beym Schluß meiner fünfundzwanzigjährigen Amtsführung. Hamburg 1787, S. 12 (Digitalisat auf den Seiten der Niedersächsischen Staats- und Universitätsbibliothek Göttingen).